# Sonate K. 524
La sonate K. 524 (F.468/L.283) en fa majeur est une œuvre pour clavier du compositeur italien Domenico Scarlatti.

## Présentation
La sonate K. 524, en fa majeur, notée Allegro, forme une paire avec la sonate suivante.
L'écriture des deux sonates est très sonore. Ici dominent les tierces, sixtes et même doubles trilles. Dans le développement, Scarlatti fait sonner des sixtes et octaves parallèles. Avec cette sonate, deux autres commencent par une syntaxe d'unité incorrecte : K. 106 et 275. À la mesure 29, une gamme rapide est semblable au deto solo (« un seul doigt ») de la sonate K. 506 par exemple.
Les changements rapides d'accords — en doubles notes de la main droite (voir seconde section de la K. 201) et octaves à la main gauche — à partir de la mesure 48, se rencontrent souvent dans l'écriture pour piano de l'époque suivante et du début du romantisme, notamment chez Clementi (sonate op. 9 no 3 de 1783), chez Weber (Momento capriccioso, op. 12 de 1808), chez Schumann (Toccata, op. 7) et surtout Chopin (Ballade en fa majeur, op. 38 ; Sonate en si mineur, op. 58 ; le second Nocturne, op. 37 et la Fantaisie en fa mineur, op. 49).

## Manuscrits
Le manuscrit principal est le numéro 11 du volume XIII (Ms. 9784) de Venise (1757), copié pour Maria Barbara ; les autres sont Parme XV 11 (Ms. A. G. 31420), Münster (D-MÜp) I 55 (Sant Hs 3964) et Vienne D 5 (VII 28011 D). Une copie figure dans le manuscrit Fitzwilliam de Cambridge, 32 F 12 (no 24) et Barcelone, Ms. M 1964 (no 5).

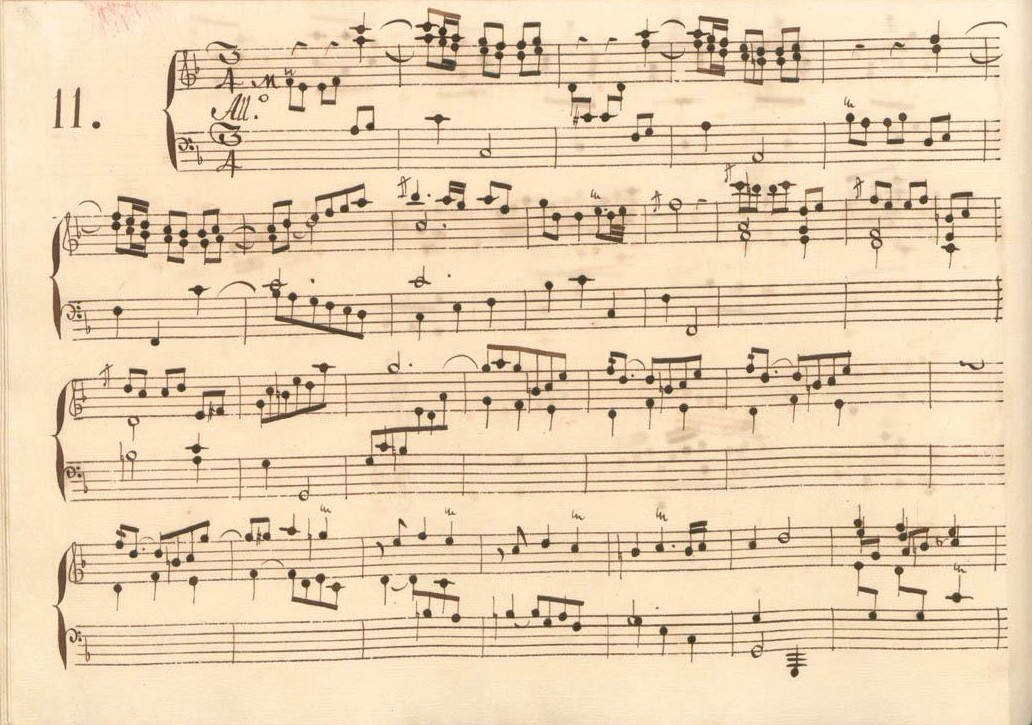
Parme XV 11.
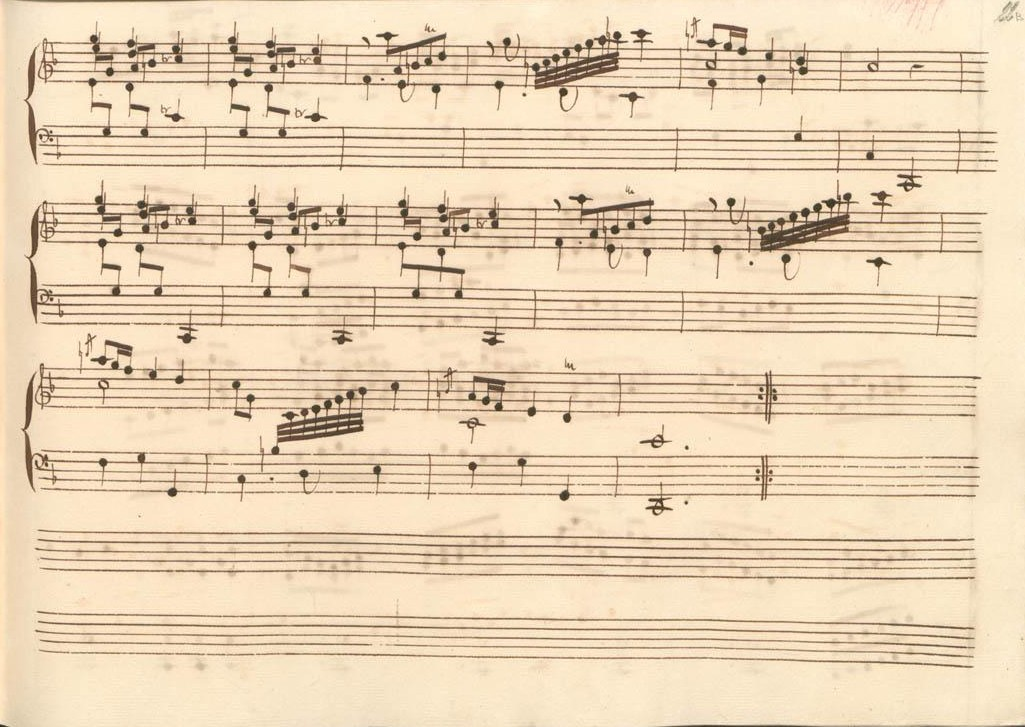
Parme XV 11 (fin de la première section).
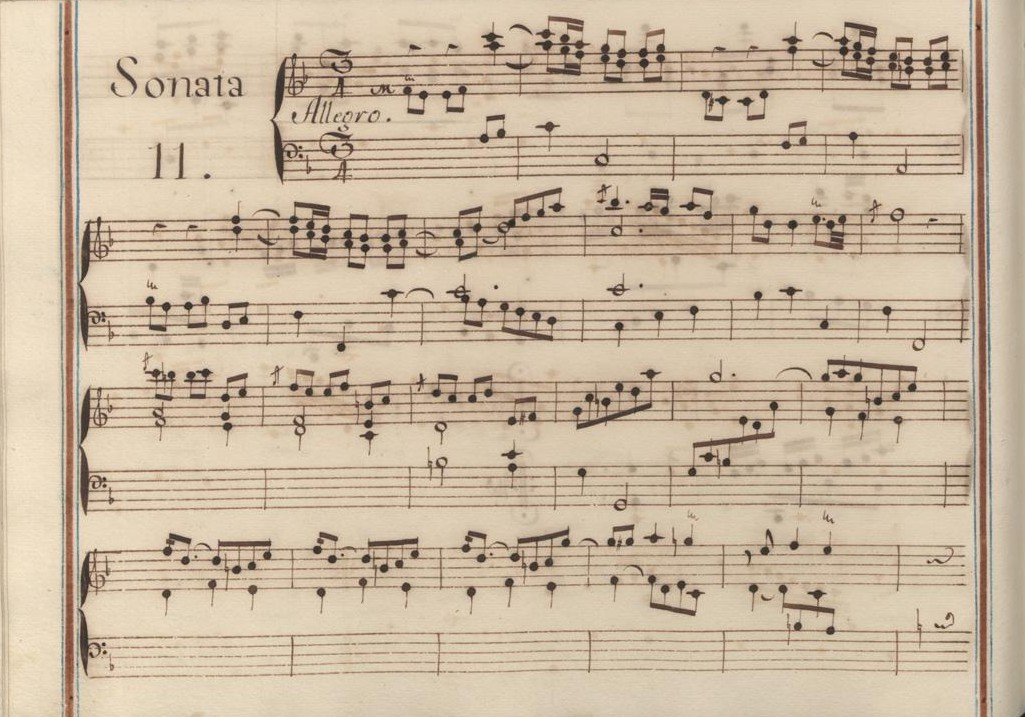
Venise XIII 11.
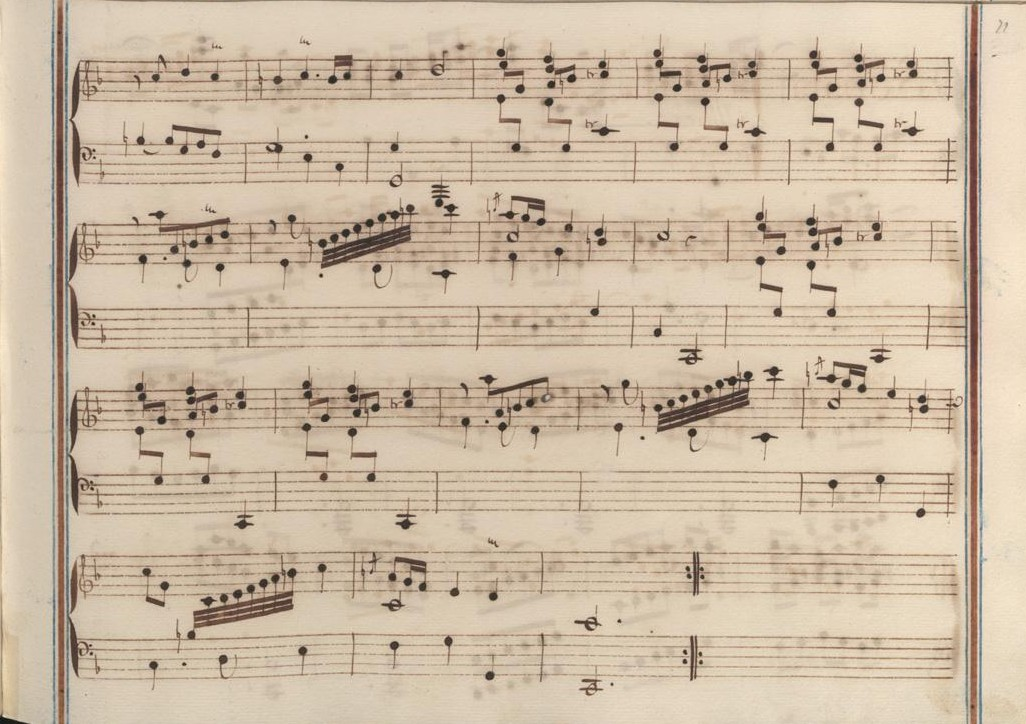
Venise XIII 11 (fin de la première section).
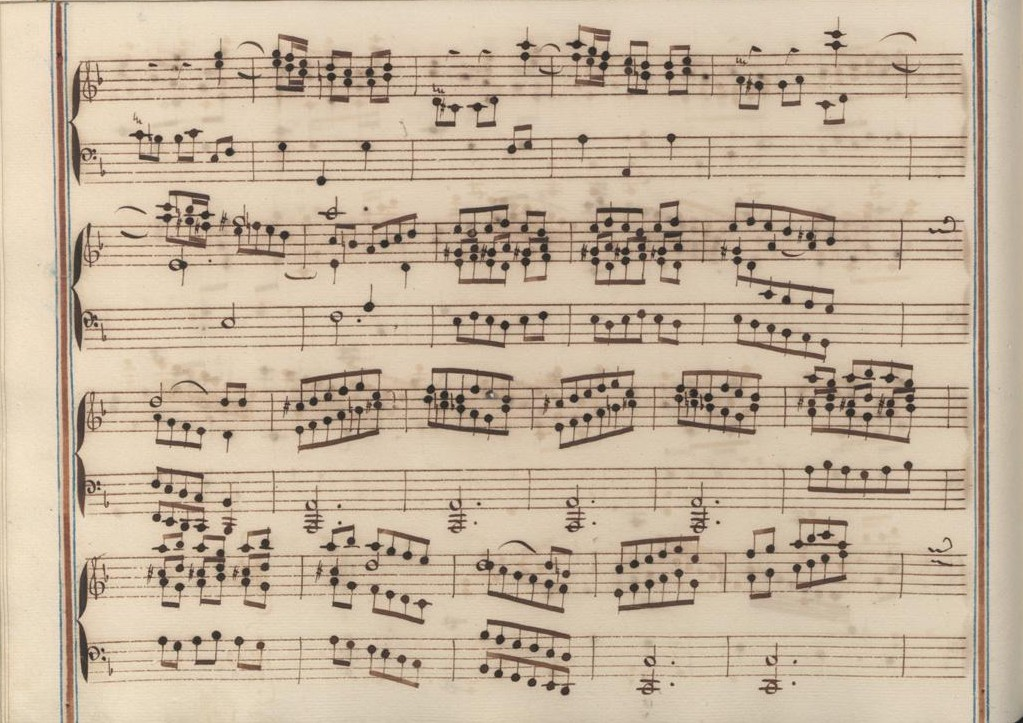
Venise XIII 11 (début de la seconde section).
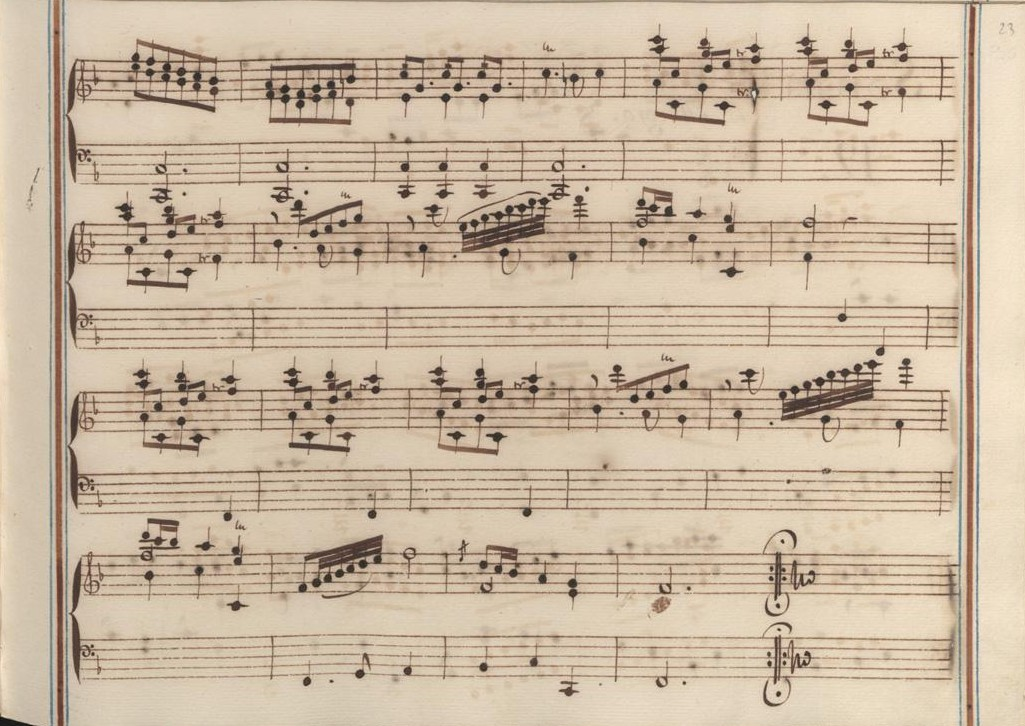
Venise XIII 11 (fin de la sonate).

## Interprètes
La sonate K. 524 est défendue au piano notamment par Carlo Grante (2012, Music & Arts, vol. 3) ; au clavecin, elle est jouée par Rafael Puyana (1984, Harmonia Mundi), Ralph Kirkpatrick (1966, Archiv), Scott Ross (1985, Erato), Richard Lester (2004, Nimbus, vol. 5) et Pieter-Jan Belder (2007, Brilliant Classics, vol. 12).

## Sources
: document utilisé comme source pour la rédaction de cet article.
- Ralph Kirkpatrick (trad. de l'anglais par Dennis Collins), Domenico Scarlatti, Paris, Lattès, coll. « Musique et Musiciens », 1982 (1re éd. 1953 (en)), 493 p. (ISBN 978-2-7096-0118-4, OCLC 954954205, BNF 34689181).
- Alain de Chambure, « Domenico Scarlatti, Intégrale des sonates — Scott Ross », Erato/Éditions Costallat (2564-62092-2 (livret : 2292-45309-2)), 1985 (OCLC 891183737) .
- (en) W. Dean Sutcliffe, The Keyboard Sonatas of Domenico Scarlatti and Eighteenth-Century Musical Style, Cambridge / New York, Cambridge University Press, 2008, xi-400 (ISBN 978-0-521-07122-2, OCLC 1005658462, BNF 42017486, présentation en ligne).
- (es) Celestino Yáñez Navarro (thèse), Nuevas aportaciones para el estudio de las sonatas de Domenico Scarlatti. Los manuscritos del Archivo de Música de las Catedrales de Zaragoza, Université autonome de Barcelone, 2016 (lire en ligne)